# Olympische Sommerspiele 1988/Teilnehmer (Suriname)
| Gelbes Symbol für Goldmedaillen mit stilisierten Olympischen Ringen | Graues Symbol für Silbermedaillen mit stilisierten Olympischen Ringen | Braundes Symbol für Bronzemedaillen mit stilisierten Olympischen Ringen |
| ------------------------------------------------------------------- | --------------------------------------------------------------------- | ----------------------------------------------------------------------- |
| 1                                                                   | —                                                                     | —                                                                       |

Suriname nahm bei den Olympischen Sommerspielen 1988 in Seoul zum sechsten Mal an Olympischen Sommerspielen teil. Die Delegation umfasste sechs Athleten. Anthony Nesty gewann die erste Medaille für Suriname an Olympischen Spielen. 

## Teilnehmer nach Sportart

### Judo
- Mohamed Madhar
Männer, Superleichtgewicht: 11. Platz

### Leichtathletik
- Tommy Asinga
Männer, 800 m: disqualifiziert
- Yvette Bonapart
Frauen, 100 m: in der 1. Runde ausgeschieden (12,27 s)
Frauen, 200 m: in der 1. Runde ausgeschieden (24,95 s)
- Letitia Vriesde
Frauen, 800 m: im Halbfinale ausgeschieden (2:02,34 min)
Frauen, 1500 m: in der 1. Runde ausgeschieden (4:19,58 min)

### Radsport
- Realdo Jessurun
Männer, Straßenrennen: 64. Platz
Männer, 4000 m Einzelverfolgung: in der Qualifikationsrunde ausgeschieden (wurde überholt)

### Schwimmen
- Anthony Nesty
Männer, 100 m Schmetterling:  Olympiasieger (53,00 s)
Männer, 200 m Schmetterling: 8. Platz (2:00,80 min)